# Here's Not Here
«Aquí No es Aquí»—título original en inglés: «Here's Not Here» — es el cuarto episodio de la sexta temporada de la serie de televisión The Walking Dead. Se estrenó el 1 de noviembre de 2015 en Estados Unidos por la cadena televisiva AMC y en Latinoamérica el 2 de noviembre de 2015 por Fox. Fue dirigido por Stephen Williams y Scott M. Gimple estuvo a cargo del guion.
Este episodio es el segundo episodio en la historia del programa que presenta solo un miembro principal del reparto (después de "Live Bait", que se centra en El Gobernador), y se enfoca en las experiencias de Morgan Jones (Lennie James) entre los episodios "Clear" "(de la tercera temporada)" y "No Sanctuary" "(de la quinta temporada)".

## Argumento
Después del ataque de la pandilla de los lobos en Alexandría, Morgan (Lennie James) encarcela en secreto al líder de los lobos (Benedict Samuel) que había capturado en una casa abandonada. En un esfuerzo por inculcarle el bien al Lobo para convencerlo a renunciar a su forma violenta, Morgan decide contarle su pasado. Los flashbacks muestran la vida de Morgan algún tiempo después de la breve reunión de Rick. Luego de ser abandonado por este (cuando ellos de dirigían a Terminus), él comienza a sufrir de locura y quema accidentalmente su casa cuando golpea sobre una lámpara, Morgan decide acampar en el bosque y se obsesiona con matar a los caminantes, así como ay las personas que encuentra con vida, incluyendo a un inocente padre y su hijo que este había estado siguiéndo. Al explorar aún más el bosque, Morgan encuentra una remota cabaña y un cabra viva llamada Tabitha. Morgan intenta matar a la cabra pero lo detiene un habitante de la cabaña, Morgan intenta atacar al habitante de la cabaña, Eastman (John Carroll Lynch), pero este lo deja inconsciente. Morgan despierta dentro de una celda, donde se desespera y lo amenaza a Eastman con matarlo y acabar con su sufrimiento, Eastman se niega y en su lugar le da Morgan la opción de o bien permanecer en la celda o irse en paz, poco después Morgan se mantiene firme amenazando con matar a Eastman y le dice que las áreas de "compensación" de peatones y la vida es ahora es único propósito en la vida, durante su encierro, Morgan observa a Eastman viviendo una vida pacífica, el cuidado de Tabitha y tratando de hacer el queso y finalmente Eastman le dice a Morgan que la celda había estado abierta todo el tiempo y Morgan es libre y puede irse en cualquier momento que quisiera. Morgan vuelve a intentar matar a Eastman, pero de nuevo es reducido y lo regresa a la celda. El día siguiente, Morgan sale de la celda para rescatar a Tabitha de un ataque caminante. Eastman le da las gracias a Morgan y trabajan juntos para reparar los daños causados por los caminantes.
Más tarde, Eastman relata detalles de su vida personal a Morgan, diciéndole que él solía ser un psiquiatra forense especializado en determinar si los reclusos fueron elegibles para la libertad condicional. Como resultado de trabajar en estrecha proximidad con la fe de mejorar a la humanidad, Eastman sufrió una gran angustia emocional hasta que empezó a practicar aikido. De acuerdo con las enseñanzas del Aikido, Eastman tomó un voto de nunca matar otra vida, lo que explica por qué él no asesino a Morgan. En un esfuerzo por rehabilitar a Morgan, Eastman ofrece a enseñarle el aikido, que él acepta y le da Morgan una sensación de paz. Una noche, Eastman le platica a Morgan más sobre su pasado y le cuenta cómo perdió a su esposa e hijo a manos de los caminantes. Eastman le dice Morgan que antes del apocalipsis, había entrevistado a un preso que mostró signos de psicopatía y recomendó negar su libertad condicional. El prisionero más tarde escapó de la prisión y asesinó a toda la familia de Eastman como venganza. Eastman revela que él había construido la celda que había encarcelado a Morgan con la intención original de capturar al prisionero y castigarlo por haber matado a su familia. Cuando Morgan pide a Eastman si realmente lo hizo, Eastman Evita responder a la pregunta, diciendo que cree que toda vida es preciosa.
Morgan y Eastman vuelven al antiguo campamento de Morgan en carrera de suministros. Sin embargo, se encuentran con un caminante y Morgan lo reconoce como aquel chico que había asesinado antes junto con su padre. En sus sentimientos de culpa, Morgan se queda petrificado e inmóvil, obligando a Eastman intervenir para salvarlo. Eastman mata al caminante, pero es mordido durante el proceso. Morgan, enojado de que Eastman intervino para salvar su vida, ya que él creía que estaba destinado a ser asesinado por el caminante, ataca a Eastman de nuevo, obligando a Eastman a someterlo nuevamente. Eastman deja a Morgan detrás en su campamento y abandona en el lugar llevándose el cadáver del caminante. Ahora solo, Morgan regresa y comienza la caza de los caminantes de nuevo. Se las arregla para rastrear y matar a un caminante y se da cuenta de que él había salvado casualmente a un par de sobrevivientes al hacerlo. Los sobrevivientes le agradecen su ayuda ofreciendo una lata de comida y una bala, que Morgan acepta y les permite irse. Más tarde Morgan regresa a la cabaña de Eastman, donde encuentra un caminante devorándose a Tabitha. Después de matar al caminante, Morgan toma el cuerpo inerte de Tabitha y el cadáver del caminante para enterrarlos en el cementerio cerca de la cabaña. Allí, se encuentra con Eastman, sucumbiendo lentamente a la infección del caminante. Morgan ve una lápida con el nombre del preso que mató a la familia de Eastman, este le confiesa que en realidad secuestró al prisionero que asesino a su familia y lo encerró en su celda y lo vio morir de hambre durante 47 días. Sin embargo, la muerte del preso no le dio a Eastman ninguna paz y se comprometió a no volver a matar. Tenía la intención de entregarse a la policía, pero el brote había comenzado. Eastman le ofrece su cabaña y sus pertenencias a Morgan, pero le aconseja en no estar solo. Después de evitar su reanimación y enterrar a Eastman, Morgan abandona la cabaña y comienza su travesía en el bosque en búsqueda de Rick y el grupo, en medio del camino de las vías del tren descubre un cartel que lo lleva a Terminus, pero en vez de ir hacia allá, decide seguir caminando hacia el bosque.
En el presente, Morgan termina su historia, con la esperanza de que ayudaría a convencer al lobo de cambiar sus malos hábitos. El Lobo revela que él está herido y que podía morir, pero le dice a Morgan que lo va a matar y a todos los alexandrinos si sobrevive, como parte de su "código". Al ver que el lobo permanece sin arrepentimiento, Morgan lo encierra en la celda inprovisada y cierra la puerta al salir. En la calle, Morgan oye a Rick (Andrew Lincoln) gritando para abrir las puertas.

## Producción

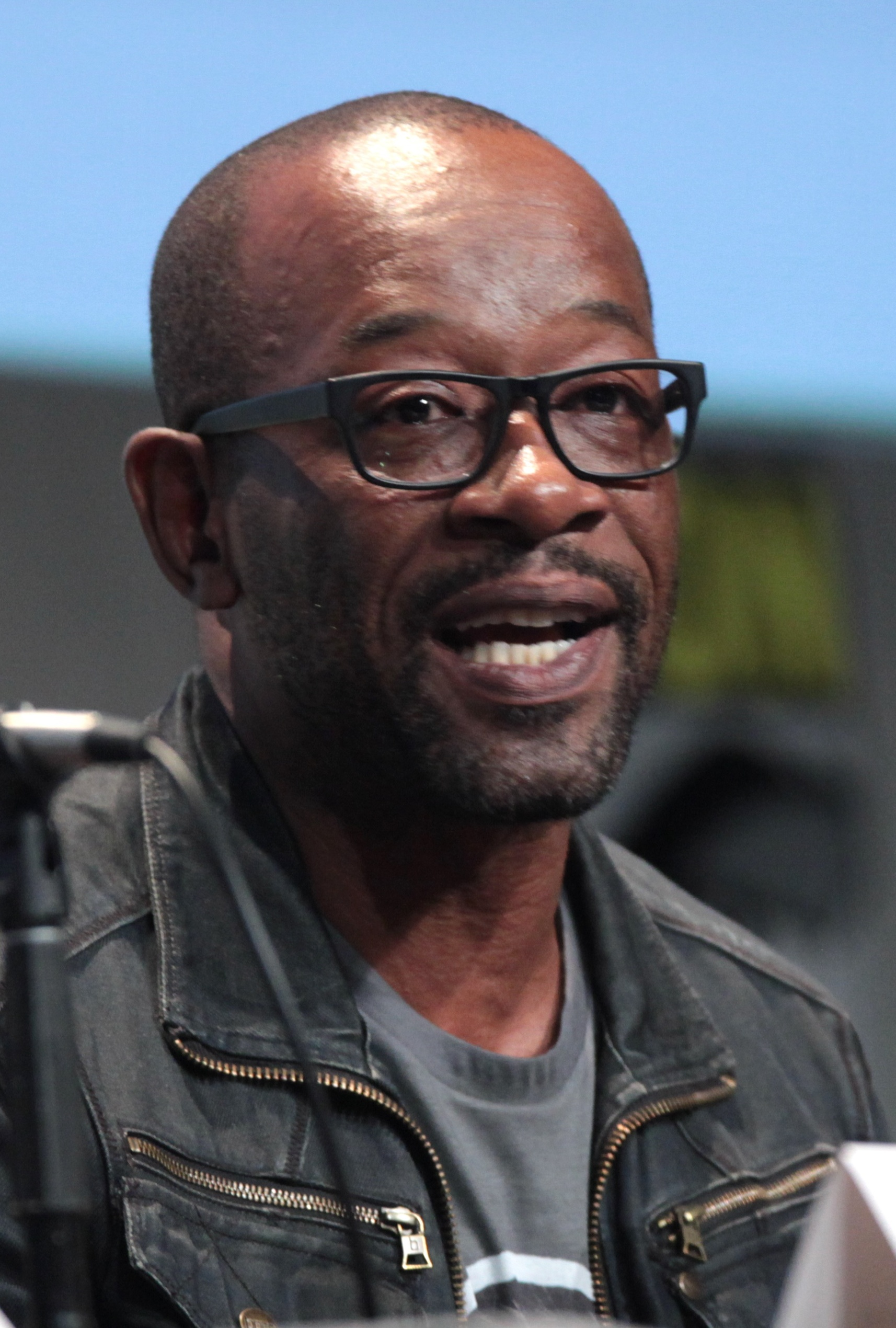
El actor Lennie James quien interpreta a Morgan Jones fue muy elogiado por los críticos sobre su personaje en este episodio

Este episodio se centra en la historia de Morgan Jones antes de reencontrarse con Rick. Los actores Lauren Cohan (Maggie Greene), Chandler Riggs (Carl Grimes), Josh McDermitt (Eugene Porter), Christian Serratos (Rosita Espinosa), Alanna Masterson (Tara Chambler), Seth Gilliam (Gabriel Stokes), Ross Marquand (Aaron), Alexandra Breckenridge (Jessie Anderson), Austin Nichols (Spencer Monroe) y Tovah Feldshuh (Deanna Monroe) no aparecen en este episodio pero igual son acreditados, el actor Andrew Lincoln (Rick Grimes) no aparece pero su voz es escuchada al final del episodio. 
Steven Yeun, que interpreta a Glenn, se retira de los créditos iniciales con este episodio.
El episodio fue escrito por el productor ejecutivo y productor ejecutivo Scott M. Gimple, quien escribió el episodio en julio de 2015 durante la Comic-Con de San Diego, y dijo sobre el episodio, "Trabajar en ese episodio fue uno de los grandes placeres de la temporada para mí." Fue dirigido por Stephen Williams, su primer crédito como director de la serie. De 17 regulares de la serie acreditados, solamente Lennie James aparece y el episodio cuenta con una actuación especial de John Carroll Lynch. Sin embargo, los comentaristas especularon si esto fue hecho intencionalmente para futuro ndicando el destino de Glenn, si es que él está vivo o muerto. A pesar de emitirse como el cuarto episodio de la temporada, en realidad era el noveno episodio filmado. El episodio fue también el segundo en transmitirse durante una duración de tiempo de 90 minutos (con cortes comerciales), después del estreno de la temporada.

## Recepción
Al transmitirse este episodio recibió elogios de los comentaristas de los críticos de televisión reconocidos, obteniendo una calificación de 96%, con una puntuación media de 9,4 / 10 en Rotten Tomatoes, con el consenso de que "Here's Not Here" es una instalación del stand-out de The Walking Dead, con el trasfondo de Morgan como un poderoso recordatorio de lo que significa el ser humano."
El particular elogio fue dado para las actuaciones de Lennie James como Morgan Jones y John Carroll Lynch como Eastman. Jonathon Dornbush de  Entertainment Weekly  señala que durante el episodio, "The Walking Dead se convierte en un juego de dos hombres que tiene éxito o fracasa en lo que basa en las actuaciones de Lennie James y la actuación especial de John Carroll Lynch diciendo lo siguiente: "Wow! y esto hace que tenga éxito".

### Rating
El episodio promedió una calificación de 6.8 en adultos 18-49 y 13.339 millones de televidentes en general, un aumento del episodio anterior, que promedió una calificación de 6.7 y 13.143 millones.